# Cyber Flash
Cyber Flash était un programme court en clair, diffusé sur Canal+ dans le milieu entre 1995 et 1997 et qui avait pour sujet le multimédia au sens large.

## Description du programme
Au milieu des années 1990, alors que les jeux vidéo et le phénomène internet s'accroissent dans la société française, Canal+ désire une émission traitant de ces thématiques et capable de toucher un public d'adolescents et de jeunes  adultes.
Alain Guiot, fondateur de Video System (qui deviendra par la suite Medialab), donne naissance à une présentatrice virtuelle au sex-appeal affirmé. Doublée par la comédienne de doublage Luna Sentz, qui a notamment participé à d'autres émissions sur le thème des nouvelles technologies sur la chaîne, comme L'Éclipse de Luna, Cléo naît alors d'une résultante entre Jessica Rabbit et une fourmi ! Elle changera au fil des émissions : elle qui n'était précédemment qu'un buste provocateur répondant au nom de Poupidou, le temps de quelques émissions spéciales consacrées à l’animation (La Décennie synthétique, Un lundi très animé), elle héritera d'un corps et prendra le nom définitif de Cléo. Ses traits s’affinent et deviennent moins agressifs, sa grille d'expression est élargie, ses mouvements deviennent plus fluides. Grâce à la capture de mouvement, Cléo est animée en temps réel. Les capteurs permettent de visualiser immédiatement Cléo sur ordinateur. C'est par cette technique que Cléo a pu être animée en direct pour certaines occasions.
Le passage de Cléo dans Nulle Part Ailleurs, en direct du forum Imagina, était une véritable première en 1995 pour un personnage animé en temps réel. Ainsi Canal+, tout en étant précurseur, a su relever un défi technologique avec succès en ouvrant la voie de l'animation 3D à la télévision, un format aujourd'hui adopté pour les séquences de présentation des émissions de jeunesse.
Finalement, Cléo présentera environ 350 numéros jusqu'en 1997 où elle donnera son nom à sa propre émission, C+ Cléo dans laquelle seront diffusés entre autres des dessins animés comme Les Simpson.